# Церова (Пирот)
Церова је насеље Града Пирота у Пиротском округу. Према попису из 2022. има 51 становника (према попису из 2002. било је 171 становника).
Овде се налазе Запис миро храст код цркве (Церова), Запис оброк 1889 (Церова), Запис оброк 1863 (Церова), Запис Савића оброк Свети Ранђел (Церова), Запис оброк Свети Илија 1937 (Церова), Запис оброк Свети Илија 1814 (Церова) и Запис миро Спасића крушка (Церова).

## Демографија
У насељу Церова живи 163 пунолетна становника, а просечна старост становништва износи 61,7 година (59,2 код мушкараца и 64,4 код жена). У насељу има 82 домаћинства, а просечан број чланова по домаћинству је 2,09.
Ово насеље је великим делом насељено Србима (према попису из 2002. године), а у последња три пописа, примећен је пад у броју становника.
|  |

| Демографија | Демографија | Демографија |
| Година      | Становника  | Становника  |
| ----------- | ----------- | ----------- |
| 1948.       | 733         |             |
| 1953.       | 719         |             |
| 1961.       | 639         |             |
| 1971.       | 564         |             |
| 1981.       | 410         |             |
| 1991.       | 250         | 248         |
| 2002.       | 171         | 175         |

| Етнички састав према попису из 2002.‍ | Етнички састав према попису из 2002.‍ | Етнички састав према попису из 2002.‍ | Етнички састав према попису из 2002.‍ | Етнички састав према попису из 2002.‍ |
| ------------------------------------ | ------------------------------------ | ------------------------------------ | ------------------------------------ | ------------------------------------ |
|                                      |                                      |                                      |                                      |                                      |
| Срби                                 | Срби                                 |                                      | 165                                  | 96,49%                               |
| Југословени                          | Југословени                          |                                      | 6                                    | 3,50%                                |
| непознато                            | непознато                            |                                      | 0                                    | 0,0%                                 |

| Година пописа     | 1948. | 1953. | 1961. | 1971. | 1981. | 1991. | 2002. |
| ----------------- | ----- | ----- | ----- | ----- | ----- | ----- | ----- |
| Број домаћинстава | 122   | 130   | 134   | 133   | 120   | 103   | 82    |

| Број чланова      | 1  | 2  | 3 | 4 | 5 | 6 | 7 | 8 | 9 | 10 и више | Просек |
| ----------------- | -- | -- | - | - | - | - | - | - | - | --------- | ------ |
| Број домаћинстава | 22 | 44 | 9 | 3 | 2 | 2 | 0 | 0 | 0 | 0         | 2,09   |

| Пол    | Укупно | Неожењен/Неудата | Ожењен/Удата | Удовац/Удовица | Разведен/Разведена | Непознато |
| ------ | ------ | ---------------- | ------------ | -------------- | ------------------ | --------- |
| Мушки  | 85     | 10               | 63           | 11             | 1                  | 0         |
| Женски | 79     | 0                | 63           | 16             | 0                  | 0         |
| УКУПНО | 164    | 10               | 126          | 27             | 1                  | 0         |

| Пол    | Укупно                    | Пољопривреда, лов и шумарство | Рибарство                            | Вађење руде и камена | Прерађивачка индустрија       |
| ------ | ------------------------- | ----------------------------- | ------------------------------------ | -------------------- | ----------------------------- |
| Мушки  | 18                        | 4                             | 0                                    | 1                    | 3                             |
| Женски | 10                        | 8                             | 0                                    | 0                    | 1                             |
| УКУПНО | 28                        | 12                            | 0                                    | 1                    | 4                             |
| Пол    | Производња и снабдевање   | Грађевинарство                | Трговина                             | Хотели и ресторани   | Саобраћај, складиштење и везе |
| Мушки  | 0                         | 4                             | 2                                    | 0                    | 0                             |
| Женски | 0                         | 0                             | 1                                    | 0                    | 0                             |
| УКУПНО | 0                         | 4                             | 3                                    | 0                    | 0                             |
| Пол    | Финансијско посредовање   | Некретнине                    | Државна управа и одбрана             | Образовање           | Здравствени и социјални рад   |
| Мушки  | 0                         | 0                             | 2                                    | 1                    | 0                             |
| Женски | 0                         | 0                             | 0                                    | 0                    | 0                             |
| УКУПНО | 0                         | 0                             | 2                                    | 1                    | 0                             |
| Пол    | Остале услужне активности | Приватна домаћинства          | Екстериторијалне организације и тела | Непознато            | Непознато                     |
| Мушки  | 0                         | 0                             | 0                                    | 1                    | 1                             |
| Женски | 0                         | 0                             | 0                                    | 0                    | 0                             |
| УКУПНО | 0                         | 0                             | 0                                    | 1                    | 1                             |

## Образовање
Основна школа у Церови
Школа у Церови отворена је 1868. године. Први учитељ био је Димитрије Младеновић, из Пајежа. Школа је радила у кући Мане Младеновића. Учитељ Димитрије учио је децу само да читају.
Школа у Церови радила је у тешким условима. Турци су посебно контролисали рад школа у овом крају због близине границе са Србијом (Гургусовац-књажевачки крај), и његове безе са Србијом.
После ослобођења од Турака, школа у Церови наставила је рад тек 1902/03. године, а први тадашњи учитељ у ослобођеној Церови био је Коста Мицић. Крајем тог периода, 1911/12. године, школу је похађало 36 ученика – дечака.
У периоду између два светска рата, школа је редовно радила, 1939/40. године школу је похађало 79 ђака, од тога 43 дечака и 36 девојчица.
После ослобођења 1946/47. године четворогодишњу школу похађало је 79 ученика као и пре Другог светског рата. Од 1960. године школа је најпре прерасла у петогодишњу и постала централна – матична школа за села: Базовик, Шугрин, Орља и Мирковци. Већ школске 1966/67. године, у школу у Церови похађало је 204 ученика у осам разреда. У циљу рационализације школске мреже у општини, осмогодишња школа у Церови припојена је темачкој осмогодишњој школи. Због малог броја ученика, школа у Церови је више пута прекидала и настављала рад. Школске 2004/05. године школа у Церови је истурено одељење ОШ Душан Радовић у пироту са три ученика.
Учитељи основне школе у Церови од 1815. до 1915. године били су:
Ђорђевић Божин, Младеновић Димитрије, Мицић Коста, Ристић Ђорђе, Стојадиновић Стеван.